# River Conon
Der Conon, veraltet auch Conan, ist ein Fluss in der schottischen Council Area Highland beziehungsweise in der traditionellen Grafschaft Ross-shire.

## Beschreibung
Der Conon ist der Abfluss von Loch Luichart, einem aufgestauten natürlichen See, der zusammen mit Loch Achonachie, welchen der Conon durchströmt, Teil eines regionalen, in den 1940er Jahren begonnenen Netzes von Wasserkraftwerken ist. Der Lauf des Conon folgt zunächst einer südöstlichen Richtung und dreht dann sukzessive nach Nordost. Rund zwei Kilometer nach dem Abfluss mündet der Meig von rechts in den Conon. Flussabwärts von Loch Achonachie mündet zunächst von links das Black Water und dann von rechts der Orrin ein. Nach einem Lauf von 19 Kilometern Länge geht der Conon bei Dingwall im Cromarty Firth auf.
Einst bildete der Conon unterhalb von Loch Luichart den Wasserfall Falls of Conon, der mit der Errichtung des Wasserkraftwerks an dieser Stelle jedoch verloren ging. Dunglass Island, eine rund 40 Hektar umfassende Flussinsel, teilt den Conon auf Höhe von Conon Bridge. Die Insel ist unbewohnt, wird jedoch landwirtschaftlich genutzt.

## Umgebung
Der Conon durchfließt eine dünnbesiedelte Region. Er passiert den Weiler Marybank und fließt zwischen Conon Bridge und Maryburgh hindurch. Ab der Einmündung des Black Waters folgt die A835 sehr grob seinem Lauf. Die Straße quert den Fluss jenseits von Maryburgh. In Maryburgh quert außerdem die A862; bei Marybank die A832. Die Strecke der Far North Line quert den Conon zwischen Conon Bridge und Maryburgh auf der denkmalgeschützten Cononbridge Railway Bridge. Das Herrenhaus Conon House am rechten Ufer stammt aus den 1790er Jahren. Scatwell House wurde hingegen im 19. Jahrhundert errichtet.

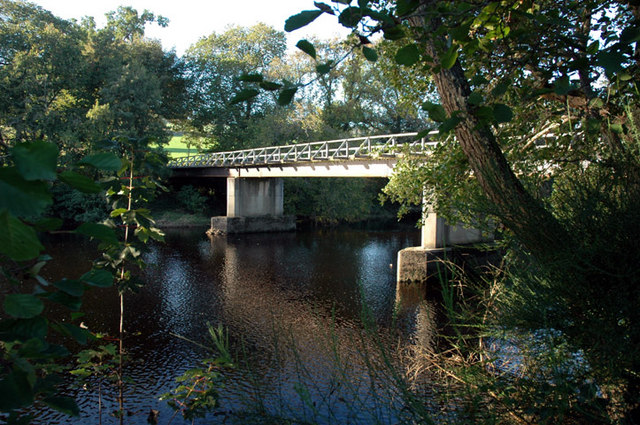
Brücke zur Dunglass Island
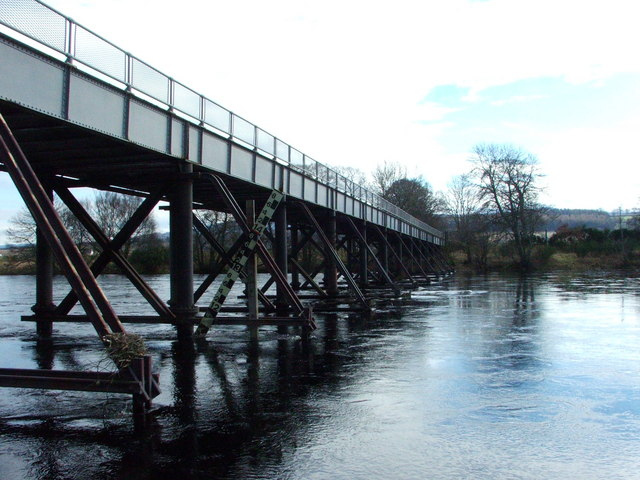
Querung der A832